# کانتون (تگزاس)
کانتون، تگزاس(به انگلیسی: Canton, Texas) شهری در ایالت تگزاس از ایالات جنوبی ایالات متحده آمریکا است. در سرشماری سال ۲۰۰۰، جمعیت این شهر ۵۱۰۰ نفر اعلام شد.